# Galictis vittata
Grison, Grison d'Allemand
Espèce
Statut de conservation UICN

 LC  : Préoccupation mineure
Statut CITES
Le Grison ou Grison d'Allemand (Galictis vittata) est une espèce de mammifères de la famille des Mustelidae. On le rencontre au Mexique, en Amérique centrale ainsi que dans le nord de l'Amérique du Sud.
Cette espèce a été décrite pour la première fois en 1776 par le naturaliste allemand Johann Christian Daniel von Schreber (1739-1810).

## Dénominations
- Nom scientifique : Galictis vittata (Schreber, 1776)
- Noms vulgaires (vulgarisation scientifique) : Grison[3],[4],[5] ou Grison d'Allemand[3],[4].
- Noms vernaculaires (langage courant), pouvant désigner éventuellement d'autres espèces : martre, tayra, Grison (Créole, Guyane française), Yawasi (Wayãpi, Guyane française), Këlëpukë tïwëlën (Wayana, Guyane française), Sawu-washiwiune (Palikur, Guyane française), Weti aila (Taki taki / Aluku, Guyane française), Furão, Furax (Brésilien, Guyane française)[6].

Autres noms vernaculaires : Greater Grison en anglais; Grisón, Hurón ou Perro De Agua (chien d'eau) en espagnol, etc.

## Description de l'espèce

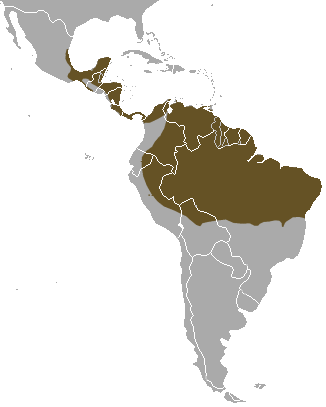
Carte de répartition de Galictis vittata en Amérique

Le Grison est un mammifère terrestre que l'on rencontre aussi bien dans les forêts tropicales que dans les zones cultivées d'Amérique centrale et d'Amérique du Sud. Il a un régime alimentaire opportuniste et se nourrit donc aussi bien de fruits que de petits animaux (rongeurs, oiseaux, lézards, amphibiens...) ou d'œufs.
Bien que chassé ou capturé pour être vendu comme animal de compagnie, les populations de cette espèce restent globalement stables.Il mesure 55 cm et pèse 3 kg. 

## Liste des sous-espèces
Selon Mammal Species of the World (version 3, 2005)  (31 mai 2013) et Catalogue of Life (31 mai 2013) :
- sous-espèce Galictis vittata andina (Thomas, 1903)
- sous-espèce Galictis vittata brasiliensis (Thunberg, 1820)
- sous-espèce Galictis vittata canaster (Nelson, 1901)
- sous-espèce Galictis vittata vittata (Schreber, 1776)